# William Lonsdale
William Lonsdale (* 9. September 1794 in Bath; † 11. November 1871 in Bristol) war ein englischer Geologe und Paläontologe, der sich um die Erforschung fossiler Korallen und die Geologie Südenglands verdient gemacht hat.

## Leben
Lonsdale wurde für eine Position in der britischen Armee erzogen. 1810 wurde er als Ensign im 4. Regiment verpflichtet, dem King’s Own Royal Lancaster Regiment. Er nahm während der Napoleonischen Kriege auf der Iberischen Halbinsel (Peninsular War) an den Schlachten von Salamanca und Waterloo teil. Nach beiden Schlachten wurde er ausgezeichnet und quittierte den Dienst im Rang eines Lieutenants.
Nach dem aktiven Dienst wohnte er einige Jahre in Batheaston und begann, sich mit Geologie und Paläontologie zu beschäftigen, sammelte Fossilien und hielt darüber Vorträge bei der Bath Royal Literary and Scientific Institution. In der Folge wurde er zum Kurator ehrenhalber der naturgeschichtlichen Abteilung des Museums der Institution. Er arbeitete dort bis 1829, ehe er die Stelle des Hilfssekretärs und Kurators der Geological Society of London in Somerset House annahm. Dort blieb er bis zu seinem gesundheitsbedingten Ausscheiden im Jahr 1842.
Lonsdale war neben seiner Forschungstätigkeit ein fähiger Organisator. Roderick Murchison, der Gründervater der Geological Society, schilderte in der Ansprache des Präsidenten im Jahr 1843 Lonsdales Vermögen, die Gesellschaft in jeder noch so versteckten und schwierigen Sachverhalt zu beraten, und stellte seine Fähigkeiten als Editor der Veröffentlichungen der Gesellschaft heraus. 1846 wurde er mit der Wollaston-Medaille der Geological Society ausgezeichnet.
Seine späten Jahre verbrachte Lonsdale zurückgezogen, er starb am 11. November 1871 in Bristol.

## Wirken
1829 stellte Lonsdale der Geological Society seine Arbeit On the Oolitic District of Bath (Der Oolith-Distrikt von Bath) vor, eine Arbeit, die er im Jahr 1827 begonnen hatte. Im Anschluss dehnte er auf Veranlassung der Geological Society seine Untersuchungen auf gleichartige Gesteine in Gloucestershire aus, deren Ergebnisse er 1832 präsentierte. Die Grenzen der von ihm kartierten Gesteinsformationen zeichnete er auf Karten im üblichen englischen Format One-inch-to-a-mile ein und schuf so nach William Smith die ersten detaillierten geologischen Karten Englands.
Sein besonderes Augenmerk galt dem Studium der Korallen, so dass er zur führenden Autorität auf diesem Gebiet in England wurde. Er beschrieb fossile Korallen aus dem Tertiär und der Kreide Nordamerikas und aus älteren Schichten Englands und Russlands. 1837 kam er aufgrund des Studiums von Fossilien aus South Devon zu dem Schluss, dass die Kalksteine, in denen sie vorkamen, weder in das Karbon noch in das Silur gehörten, sondern eine vermittelnde Stellung dazwischen einnähmen. Diese Idee wurde von Sedgwick und Murchison 1839 aufgegriffen und war möglicherweise die Basis, auf die sie ihr neues System gründeten, das Devon.
Lonsdales diesbezüglicher, 1840 verlesener Aufsatz Notes on the Age of the Limestones of South Devonshire (Bemerkungen zum Alter der Kalksteine von Süd-Devonshire) wurde in demselben Band der Transactions of the Geological Society veröffentlicht, der Sedgwick und Murchisons On the Physical Structure of Devonshire (Über die physische Beschaffenheit von Devonshire) enthielt. Darin schreiben die Autoren, dass sie die Schlussfolgerung, zu der Lonsdale gekommen war, ohne Zögern auf die fünf Abschnitte ihres geologischen Profils von North Devon anwenden könnten, und ebenso auf die Schiefer von Cornwall.